# Wages of Sin
Wages of Sin (2001) is een studioalbum van de Zweedse deathmetalband Arch Enemy. Het album werd geproduceerd door Fredrik Nordstrom & Michael Amott en uitgebracht in 2001. 

## Nummers
1. "Enemy Within"
2. "Burning Angel"
3. "Heart of Darkness"
4. "Ravenous"
5. "Savage Messiah"
6. "Dead Bury their Dead"
7. "Web of Lies"
8. "The First Deadly Sin"
9. "Behind the Smile"
10. "Snow Bound"
11. "Shadows and Dust"

- Tracks van de extra cd:

1. "Aces High" Iron Maiden cover.
2. "Damnation's Way"
3. "Diva Satanica"
4. "Hydra"
5. "Fields of Desolation '99"
6. "Lament of a Mortal Soul"
7. "Starbreaker"